# گوکدیم شارک
گوکدیم شارک، روستایی در دهستان شارک بخش تلنگ شهرستان قصرقند در استان سیستان و بلوچستان ایران است.

## جمعیت
بر پایه سرشماری عمومی نفوس و مسکن در سال ۱۳۹۵، جمعیت این روستا برابر با ۳۳۲ نفر (۹۳ خانوار) بوده‌است.